# Hesperange
Hesperange (luxemburguès Hesper, alemany Hesperingen) és una comuna i vila a l'est de Luxemburg, que forma part del cantó de Luxemburg. Comprèn les viles de Hesperange, Itzig, Alzingen, Fentange i Howald.
A la ciutat es troba l'estadi Alphonse Theis amb capacitat per a 3.058 espectadors i on juga l'equip de Football Club Swift Hesperange.

## Població
| Nacionalitat   | Població | %      |
| -------------- | -------- | ------ |
| luxemburguesos | 6.197    | 59,59% |
| Forasters      | 4.203    | 40,41% |
| - portuguesos  | 1.027    | 9,88%  |
| - francesos    | 694      | 6,67%  |
| - italians     | 703      | 6,76%  |
| - belgues      | 272      | 2,62%  |
| - alemanys     | 300      | 2,88%  |
| - iugoslaus    | 309      | 2,97%  |
| - altres       | 898      | 8,63%  |

## Evolució demogràfica
| Any        | Població |
| ---------- | -------- |
| 15/02/2001 | 10.400   |
| 01/01/2002 | 10.519   |
| 01/01/2003 | 10.789   |
| 01/01/2004 | 11.177   |
| 01/01/2005 | 11.504   |

## Agermanaments
- Szerencs